# 674 Rachele
674 Rachele este un asteroid din centura principală, descoperit pe 28 octombrie 1908, de Karl Wilhelm Lorenz.